# Ted Adams (acteur)
Pour les articles homonymes, voir Ted Adams et Adams.
Ted Adams, né le 17 mars 1890 à New York et mort le 24 septembre 1973 à Los Angeles, est un acteur de films américain. Il est apparu dans près de 200 films entre 1926 et 1952.

## Filmographie

### Courts-métrages
- 1924 : The Battling Fool
- 1926 : Fangs of Vengeance
- 1950 : A Wonderful Life

### Séries télévisées
- 1950 : The Lone Ranger : Burbridge
- 1950-1951 : Cisco Kid : Caleb Wilson / Cal / Phony Marshal
- 1952 : Craig Kennedy, Criminologist : Kemp the 'Propman'
- 1953 : Cowboy G-Men (en)